# Ramularia subtilis
Ramularia subtilis är en svampart som beskrevs av U. Braun & C.F. Hill 2006. Ramularia subtilis ingår i släktet Ramularia och familjen Mycosphaerellaceae.   Inga underarter finns listade i Catalogue of Life.